# グレッグ・コスティキャン
グレッグ・コスティキャン（Greg Costikyan、1959年7月22日 - 、ニューヨーク生まれ）は、アメリカ合衆国のゲームデザイナー、SF作家である。「デザイナーX（Designer X）」というペンネームも用いている。
ウォー・シミュレーションゲーム、ロールプレイングゲーム、ボードゲーム、カードゲーム、パソコンゲーム、オンラインゲーム、モバイルゲームといった、ほぼ全てのジャンルのゲームを手掛けたことがあり、複数の作品でオリジン賞を受賞している。2005年にはジョニー・ウィルソン（Johnny Wilson）とともにマニフェスト・ゲームズを設立した（現在は事業停止）。

## 私生活および学歴
1959年、弁護士かつ政治家であったエドワード・N・コスティキャンとフランシス・コスティキャンの間に生まれた。1986年9月4日に、証券アナリストのルイーズ・ディスブロウと結婚。現在、ニューヨークで三人の子供の近くに住んでいる。
1982年にブラウン大学を卒業し理学の学位（B.S.）を取得した。ゲーム・デペロッパーズ・カンファレンスやE³など、ゲーム産業のイベントで数多く講演を行っている。

## 経歴
1970年代にゲームデザイナーとなり、SPI社が1982年にTSRにより事業停止になるまで同社で働く。
1983年にウエスト・エンド・ゲームズに移籍:186。1983年に制作した「バグアイドモンスター（Bug-Eyed Monsters）」は、ウエスト・エンドのSF・ファンタジー分野への進出第一作となった。翌年、出版社が見つからずにきたロールプレイングゲーム「パラノイア」をウエスト・エンドから出版した:186–187。1984年にはジェフ・ディーとの会話から生まれたアイディアを発展させ、スティーブ・ジャクソン・ゲームズ社のために「トゥーン（Toon）」を制作した。コスティキャンの考えでは同作はテーマ重視の作品であり、ゲームシステムに関しては多くの部分がプレイヤーの任意に委ねられていた:104 。ウエスト・エンドがスター・ウォーズのゲーム製作権を得ると、コスティキャンはダグ・カウフマン（Doug Kaufman）らとともに「スター・ウォーズ：ロールプレイングゲーム」をデザインし、1987年に出版した:190 。
1987年1月、コスティキャンとエリック・ゴールドバーグはウエスト・エンドを去り、短命に終わったゴールドバーグ・アソシエイツ社（Goldberg Associates）を設立した。1998年にウエスト・エンドが破産すると、コスティキャンとゴールドバーグは「パラノイア」の版権を取り戻そうとし、ウエスト・エンドの創業者であるスコット・パルターと争った末、2000年に裁判で版権を勝ち取った:194。1999年、ホグスヘッド・パブリッシング向けに「デザイナーX」のペンネームでロールプレイングゲーム「バイオレンス（Violence）」を制作し、クリエイティブ・コモンズとして自由に利用できるようにした:306–307。コスティキャンとゴールドバーグはマングース・パブリッシング社に対して「パラノイア」の出版を許諾した。同作は2004年から刊行が開始された:398。
2005年9月、ゲームデザインに関するコンサルティングを行っていたノキアを退社し、「コンピューター・ゲーミング・ワールド」の編集者だったジョニー・ウィルソン（Johnny Wilson）と共同で、インディーズゲームの販売を行うベンチャー企業・ マニフェスト・ゲームズを設立し、CEOとなった。コスティキャンはマニフェスト・ゲームズのウェブサイトに定期的に寄稿したほか、同社から分離したゲームレビューブログ「Play This Thing」の編集長を務めた。マニフェスト・ゲームズは2009年に活動停止した。
2010年3月にゲリラップス（Guerillapps）に入社、リードデザイナーとして Facebook向けに「トラッシュ・タイクーン」を開発した 。2011年5月、ディズニー・プレイダム（Disney Playdom）にシニアデザイナーとして入社、2014年1月にはループ・ドロップ（Loop Drop）へ同じ役職で入社した。2015年6月、ボス・フライト・エンターテイメント（Boss Flight Entertainment）にシニアデザイナーとして入社した。
執筆活動では、ニューヨーク・タイムズ、ウォール・ストリート・ジャーナル・インタラクティブ、Salon.com、エスケーピスト（The Escapist）、ゲーマストラ（Gamasutra）、ゲーム・デベロッパーズ・マガジン（Game Developers Magazine）などにゲームやゲームデザイン、ゲーム産業に関する記事を寄稿してきた。SF小説家でもある。
また、以下のような大学でゲームデザインの講義を行っている：コペンハーゲンIT大学、ヘルシンキ芸術デザイン大学、レンセラー工科大学、ニューヨーク州立大学ストーニーブルック校。

## ゲーム制作
コスティキャンの主な作品を以下に挙げる（出版年順）。
- 「シーボイガンを喰った怪獣（The Creature That Ate Sheboygan）[12]」：1979年、SPI。1979年チャールズ・ロバーツ賞「ファンタジー・SF部門最優秀ゲーム」[13]。日本では「怪獣征服」の題でタクテクス38号の付録となり、「シーボイガンを喰った怪獣」でRPGamer14号の付録となった。
- 「死の迷宮（Deathmaze）[14]」：1979年、SPI。日本ではタクテクス52号、RPGamer2号の付録となった[15]。
- 「バーバリアン・キングス（Barbarian Kings）[16]」：1980年、SPI。日本では「魔法の大陸」の題でタクテクス42号、「バーバリアン・キングス」の題でRPGamer4号の付録ゲームとなった[17]。
- 「バグアイドモンスター（Bug-Eyed Monsters）[18]」：1983年、ウエスト・エンド・ゲームズ。日本ではRPGamer8号の付録ゲームとなった[19]。
- 「パラノイア[20]」：1984年、ウエスト・エンド・ゲームズ 。1984年オリジン賞「最優秀ロールプレイングゲーム」[21]。ニューゲームズオーダーから日本語版が出版されている[22]。
- 「ウェブ・アンド・スターシップ（Web and Starship）[23]」：1984年、ウエスト・エンド・ゲームズ。宇宙戦争のSFボードゲーム。[24]ホビージャパンが日本語版を出版した。
- 「トゥーン（英語版）（Toon）[25]」：1984年、スティーブ・ジャクソン・ゲームズ。コミカルロールプレイングゲーム[26]:251。
- 「パックス・ブリタニカ（Pax Britannica）[27]」：1985年、ビクトリー・ゲームズ。1985年チャールズ・ロバーツ賞「プレ20世紀部門最優秀ゲーム」[28]。ホビージャパンが日本語版を出版した。
- 「プライス・オブ・フリーダム（英語版）（The Price of Freedom）[29][26]:256」： 1986年、ウエスト・エンド・ゲームズ。
- 「スター・ウォーズ：ロールプレイングゲーム（英語版）（Star Wars: The Roleplaying Game）[30][26]:323」：1987年、ウエスト・エンド・ゲームズ。1987年オリジン賞「最優秀ロールプレイングゲーム」[31]。
- 「マッドメイズ（英語版）（MadMaze）[32]」：1989年、オンライン・アドベンチャーゲーム。
- 「バイオレンス（英語版）[33][34]」：1999年、クリエイティブ・コモンズ。日本語版が株式会社雷鳴から出版されている[35]。

コスティキャン名義の他のRPG作品には、「パラノイア」のモジュール「アキュート・パラノイア（Acute Paranoia、1986年）:353」、「プライス・オブ・フリーダム」のモジュール「ユア・オウン・プライベート・アイダホ（Your Own Private Idaho、1987年）:256」などがある。
そのほか、ゲームデザインやゲームの文化的役割を題材として幅広い執筆活動を行ってもいる。小論「I Have No Words and I Must Design」はゲームデザインのフレームワーク化に向けた概念的アプローチとして広く読まれている。
1970年代から80年代にかけて、「スロッボビア（Slobbovia）」の代表的プレイヤーの一人であった。彼の小説「One Quest, Hold the Dragons」には、スロッボビアのミームである「crottled greeps」に関する物語が含まれている 。
2009年2月には、1979年に制作したスペースフライトシミュレーターである「Vector 3」のルールを改訂し、クリエイティブ・コモンズとして自由にダウンロードできるPDFとして再公表した。

## 著作
コスティキャンは小説を4冊書いている。最初の2冊は通俗ファンタジーのパロディ作品、「Another Day, Another Dungeon」（1990年、邦題『ある日、どこかのダンジョンで』）と、その続編「One Quest, Hold the Dragons」（1995年、邦題『ドラゴンはダメよ』）である。第3作「By the Sword」（1993年、ISBN 0-312-85489-7）も独自の視点で描かれたファンタジー作品で、広い世界へ出ていくことを余儀なくされた蛮族の若者の物語である。同作はオンラインサービスProdigy上で連載された。最近作「First Contract」（2000年、ISBN 0-312-87396-4）は、地球に宇宙人がやって来たことで起こった社会や経済の大変化と、新しい世界においてどん底から這い上がろうとする元事業家の奮闘を描く、皮肉なユーモアが漂う作品である。
2013年には、ゲーム開発における不確実性の役割について考察したノンフィクション、「Uncertainty in Games」をMIT Pressから出版した。2015年にはペーパーバック版が出版されている。

## 受賞歴
オリジン賞を5回受賞している。2007年3月7日には、インディーズゲームの流通ルートを確立しようとする献身的な取り組みに対してゲーム・デベロッパーズ・チョイス・アワードのマーベリック賞が授与された。1999年にはアドベンチャー・ゲーミング殿堂入りを果たしている。